# Wärmflasche

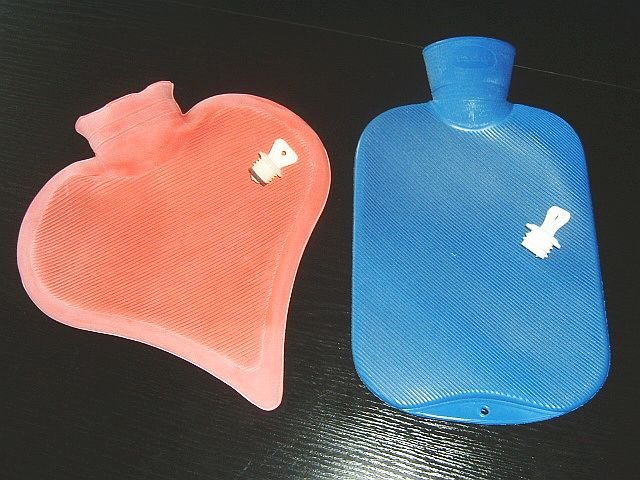
Wärmflaschen aus Gummi

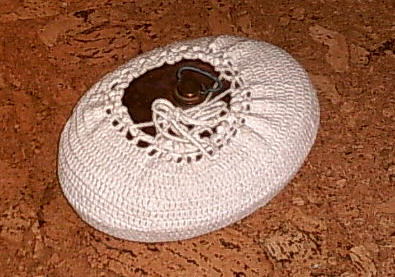
Zum Schutz vor Verbrennungen umhäkelte Wärmflasche aus Kupfer

Eine Wärmflasche (auch Wärmeflasche), eine Bettflasche (Schweiz, Baden, Pfalz, Elsass) oder ein Thermophor (Medizin) ist ein Behältnis mit Schraubverschluss, das mit heißem Wasser gefüllt wird, um den Körper damit zu wärmen. Sie besteht heute meist aus PVC oder einem anderen flexiblen, hitzebeständigen Kunststoff. Wärmflaschen sind meist länglich geformt und messen ungefähr 30 cm × 20 cm. Neben der Standardform gibt es sie in unterschiedlichsten Farben, Formen und Maßen.

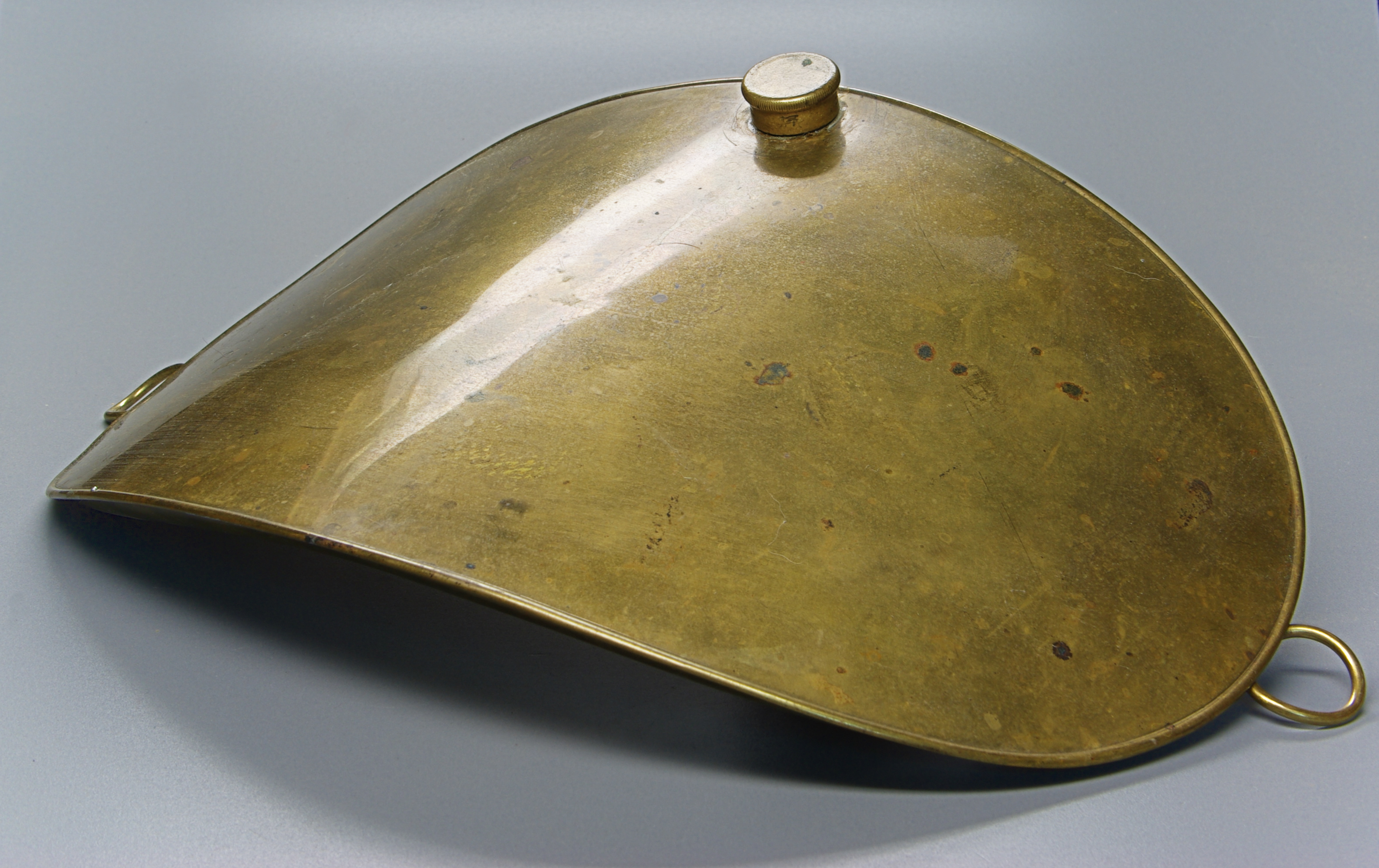
Alte Wärmflasche zur Benutzung bei Bauchschmerzen

Die Wärmflasche wird mit heißem, aber nicht kochendem Wasser gefüllt und benutzt, um in der kalten Jahreszeit das Bett anzuwärmen. Daneben werden sie auch zur Wärmetherapie genutzt, etwa bei Verspannungen im Hals-Schulter-Bereich oder bei Bauchschmerzen zur Anregung der Peristaltik.
Vor allem ältere Wärmflaschen bestehen aus Metall. Sie werden meist mit einem Überzug oder anderen Textilien umhüllt, um Verbrennungen zu vermeiden.

## Geschichte

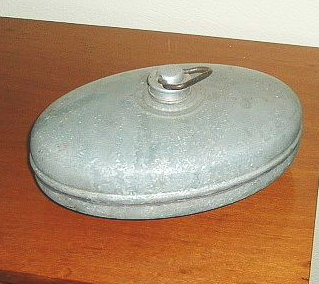
Wärmflasche aus Zink (um 1925)

Ein Vorläufer der Wärmflasche war ein heißer Ziegel oder ein heißer Stein, der in ein Tuch geschlagen und zum Vorwärmen in das Bett gelegt wurde. Um etwa 1520 gab es die ersten Flaschen aus Zinn, vermutlich wurden sie auch schon zum Wärmen verwendet. Später wurden die Behälter aus Zink, Kupfer, Messing, Aluminium, Glas oder Steingut gefertigt und auch in der Form anatomisch angepasst. Die Steingutflaschen (zum Beispiel Selterswasserflaschen) wurden von den unteren Bevölkerungsschichten benutzt, die sich kein Modell aus Metall leisten konnten. Gefüllt wurden sie entweder mit Wasser oder heißem Sand. Das heiße Wasser dazu wurde oft aus dem Wasserschiff eines Tischherdes entnommen. Da Kupfer die Wärme besonders gut leitet und sich gut formen lässt, war es im 18. Jahrhundert das bevorzugte Material für Wärmflaschen. Diese Form wurde auch in der Frühphase des Personeneisenbahnverkehrs eingesetzt. An den Bahnhöfen gab es deshalb im Winter sogenannte Wärmeflaschentauscher, also Bahnmitarbeiter, die die erkalteten Wärmeflaschen gegen heiße in den Abteilen austauschten.
Neben den Bettflaschen dienten bis ins 19. Jahrhundert auch mit Deckel versehene Wärmepfannen aus Messing als Bettwärmer, die mit glimmenden Kohlen befüllt und vor dem Schlafen unter die Decken geschoben  wurden.
Um Verbrennungen vorzubeugen, wurden metallene Wärmflaschen in der Regel mit einem gehäkelten oder gestrickten Überzug versehen. Seit den 1920er Jahren wurde für Wärmflaschen zunehmend Gummi verwendet; das flexibel ist und sich an den Körper anpasst. Auch wenn Gummi-Wärmflaschen unzerbrechlich sind, können sie undicht werden, was zum Austreten des heißen Wassers und zu Verbrühungen der Haut führen kann. Um das zu vermeiden, gibt es Gummi-Wärmflaschen daher auch mit saugfähigem Überzug.
Einige Wärmflaschen haben einen Sicherheitsverschluss: Ähnlich wie mit einem Inbusschlüssel wird dieser mit einem Werkzeug verschlossen, das danach abgezogen wird. Der Verschluss kann ohne Werkzeug nicht geöffnet werden; dies soll Kinder und Pflegebedürftige schützen.
In der DDR wurden Wärmflaschen neben Gummi vorzugsweise aus Porzellan und Steingut gefertigt. Neben der klassischen Ovalform (Fa. Fröhlich, Thüringen) gab es die Dreieckform mit stark abgerundeten Ecken (Steingutwerk Torgau), die so schlecht wegrollen konnten. Porzellanwärmflaschen haben den Vorteil der Geruchlosigkeit und ein größeres Wärmespeichervermögen; ein Nachteil ist die Bruchgefahr. Im Lauf der Zeit wurden alle Fertigungen aus Porzellan eingestellt.

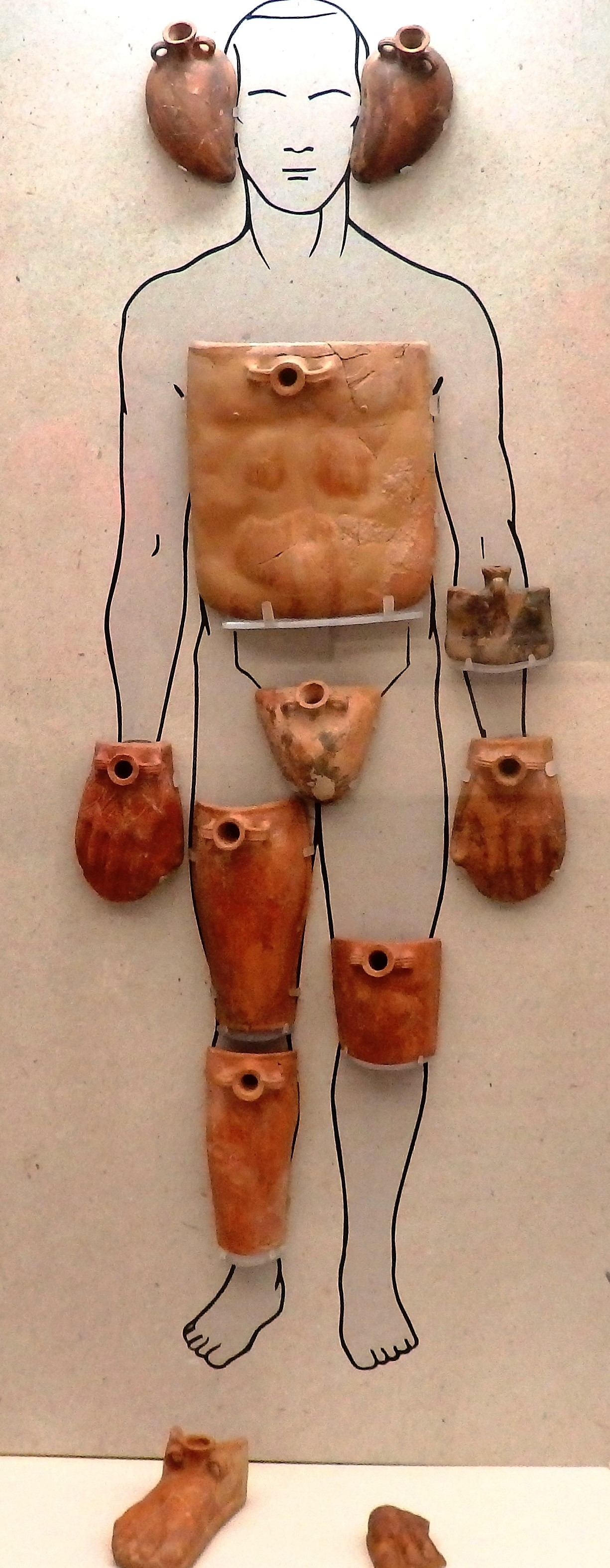
Terrakotta-Wärmflaschen aus römischer Zeit (Zypern, 1. Jh. v. Chr. – 1. Jh. n. Chr.)

Eine in dieser Form einzigartige Sammlung von Wärmflaschen aus Keramik für einzelne Körperteile befindet sich im Archäologischen Bezirksmuseum von Paphos auf Zypern (s. Abb.).

## Varianten
Auch mit Kirschkernen oder Getreidekörnern gefüllte Säcke (sogenannte Körnerkissen) oder mit Gel gefüllte Kissen (sogenannte Gelwärmekissen) sind auf dem Markt erhältlich, die in der Mikrowelle oder im Backofen erwärmt werden können.